# Gmina Kane (hrabstwo Benton)

Położenie Gminy Kane w hrabstwie Benton

Gmina Kane (ang. Kane Township) – gmina w USA, w stanie Iowa, w hrabstwie Benton. Według danych z 2000 roku gmina miała 944 mieszkańców.